# Профессиональная футбольная лига Украины
Профессиональная футбольная лига Украины (также известна как ПФЛ) — объединение профессиональных футбольных клубов Украины, созданное в 1996 году для организации чемпионатов Украины по футболу. С 2008 года, после реорганизации, занимается организацией только первой и второй лиг.
Партнер ПФЛ — центр социально-правовой защиты футболистов-профессионалов «Футбол Украины».

## История
26 мая 1996 состоялась учредительная Конференция нелюбительских клубов (команд) Украины, на которой была создана Профессиональная футбольная лига Украины, утверждён её руководящий состав и принят Устав. Возглавил основанное объединение президент футбольного клуба «Динамо» (Киев) Григорий Суркис.

## Состав
На данный момент ПФЛ Украины объединяет 26 профессиональных клубов.
Всеукраинские соревнования по футболу среди клубов ПФЛ Украины проводятся в двух лигах:
- первой — 16 команд;
- второй — 10 команда.

## Руководство
- Почетный Президент ПФЛ Украины — Равиль Сафиуллин
- Президент ПФЛ Украины — Александр Каденко

## Президенты
- Григорий Михайлович Суркис (май 1996 — декабрь 2000)
- Равиль Сафович Сафиуллин (22 декабря 2000 — декабрь 2008)
- Святослав Анатольевич Сирота (16 декабря 2008 — декабрь 2009)
- Николай Николаевич Лавренко (и. о., декабрь 2009 — март 2010)
- Милетий Владимирович Бальчос (4 марта 2010 — 27 июня 2014)
- Макаров Сергей Дмитриевич (с 27 июня 2014)
- Каденко Александр Валентинович — с 05 августа 2020 — 29 сентября (в.и. о.), с 29 сентября 2020 — до этого времени.

## История эмблемы

История
Первоначальная эмблема ПФЛ
Эмблема ПФЛ в 2006—2017 годах
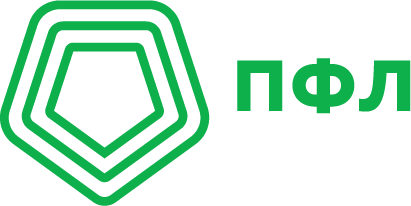
Логотип ПФЛ с 2017 года

При этом в представленных в 2017 году вариантах логотипа содержалось также изображение льва.